# Raymond Spruance
Raymond Ames Spruance (ur. 3 lipca 1886 w Baltimore, zm. 13 grudnia 1969 w Pebble Beach w Kalifornii) – admirał United States Navy, wsławiony zwycięstwem w bitwie pod Midway.

## Życiorys
Akademię Marynarki Wojennej ukończył w 1906. Posiadał ponadto wykształcenie techniczne. W US Navy dowodził najpierw kilkoma niszczycielami, a następnie pancernikiem USS „Mississippi”. Przed wybuchem II wojny światowej pełnił funkcję dowódcy 10. Okręgu Marynarki w San Juan na Portoryko.
Po wybuchu wojny na Pacyfiku jego okrętem flagowym był ciężki krążownik USS „Northampton” (CA-26), z pokładu którego dowodził zespołem krążowników w składzie Task Force 8, stanowiących eskortę flagowego okrętu adm. Williama Halseya – lotniskowca USS Enterprise (CV-6). Służba w tej roli, zwłaszcza podczas rajdów TF8 na wyspy Marshalla, na wyspę Wake, na Marcus oraz rajdu TF8 w osłonie zespołu USS „Hornet” (CV-8) na wyspy japońskie, pozwoliła mu na wyrobienie znakomitego zdania o sobie u admirała Halseya, co poskutkowało udzieloną admirałowi Chesterowi Nimitzowi rekomendacją Spruance'a na stanowisko dowódcy TF16 na czas operacji przeciwko Kidō-butai pod Midway.
Podczas bitwy o Midway dowodził 16. Grupą Uderzeniową (ang. Task Force 16), w skład której wchodziły dwa lotniskowce. Nie znający bliżej operacji morskich na dużą skalę i w dodatku z udziałem lotniskowców Spruance poradził sobie znakomicie, a jego decyzje podejmowane w trakcie bitwy przyczyniły się do zatopienia czterech lotniskowców nieprzyjaciela, a tym samym do przerwania pasma sukcesów Japonii na Pacyfiku.
Po bitwie o Midway mianowany został szefem sztabu dowódcy Floty Pacyfiku (CINCPAC), a następnie zastępcą dowódcy. W połowie 1943 mianowany został dowódcą Floty Środkowego Pacyfiku. Z pokładu swego okrętu flagowego (USS „Indianapolis”) dowodził operacjami morskimi związanymi z zajęciem Wysp Gilberta, Marshalla, Marianów, Iwo Jimy i Okinawy. W czerwcu 1944 pokonał flotę japońską w bitwie na Morzu Filipińskim. W końcu 1945 zastąpił adm. Nimitza na stanowisku dowódcy Floty Pacyfiku.
Nominacja Spruance’a na stopień admirała floty została zablokowana w Kongresie Stanów Zjednoczonych przez Carla Vinsona, zagorzałego zwolennika adm. Williama Halseya (Kongres specjalną ustawą zezwolił na nadanie tego stopnia tylko czterem admirałom, wcześniej stopień ten otrzymali William Leahy, Ernest King i Chester Nimitz, zatem z dwóch ostatnich kandydatów, Halseya i Spruance`a, już tylko jeden mógł zostać awansowany, choć według powszechnej opinii obaj zasługiwali na ten stopień). Po przejściu na emeryturę w lipcu 1948 pełnił ważne funkcje – m.in. w latach 1952–1955 był ambasadorem USA na Filipinach.
Pochowany został z honorami wojskowymi na cmentarzu Golden Gate pod San Francisco, tuż obok admirałów Chestera Nimitza, Charlesa Lockwooda i Kelly’ego Turnera, co było rezultatem wcześniejszej umowy między nimi

## Odznaczenia
- Krzyż Marynarki Wojennej
- Medal Marynarki Wojennej za Wybitną Służbę (trzykrotnie)
- Medal Sił Lądowych za Wybitną Służbę
- Presidential Unit Citation
- Medal Zwycięstwa
- Medal Amerykańskiej Służby Obronnej
- Medal Kampanii Azji-Pacyfiku
- Medal Zwycięstwa w II Wojnie Światowej
- Medal Armii Okupacyjnej
- Order Łaźni - Kawaler (Wielka Brytania)
- Order Zbawiciela - Krzyż Wielki (Grecja)
- Order Leopolda - Wielki Oficer (Belgia)
- Krzyż Wojenny (Belgia)

## Pamięć
Jego imię otrzymały niszczyciele rakietowe: USS „Spruance” (DD-963) (pierwsza jednostka typu Spruance) oraz USS „Spruance” (DDG-111) (jednostka typu Arleigh Burke).

## Film
Postać kontradmirała Spruance’a, którą zagrał Glenn Ford, pojawia się w filmie fabularnym Bitwa o Midway (1976), wyreżyserowanym przez Jacka Smighta.